# Mojar

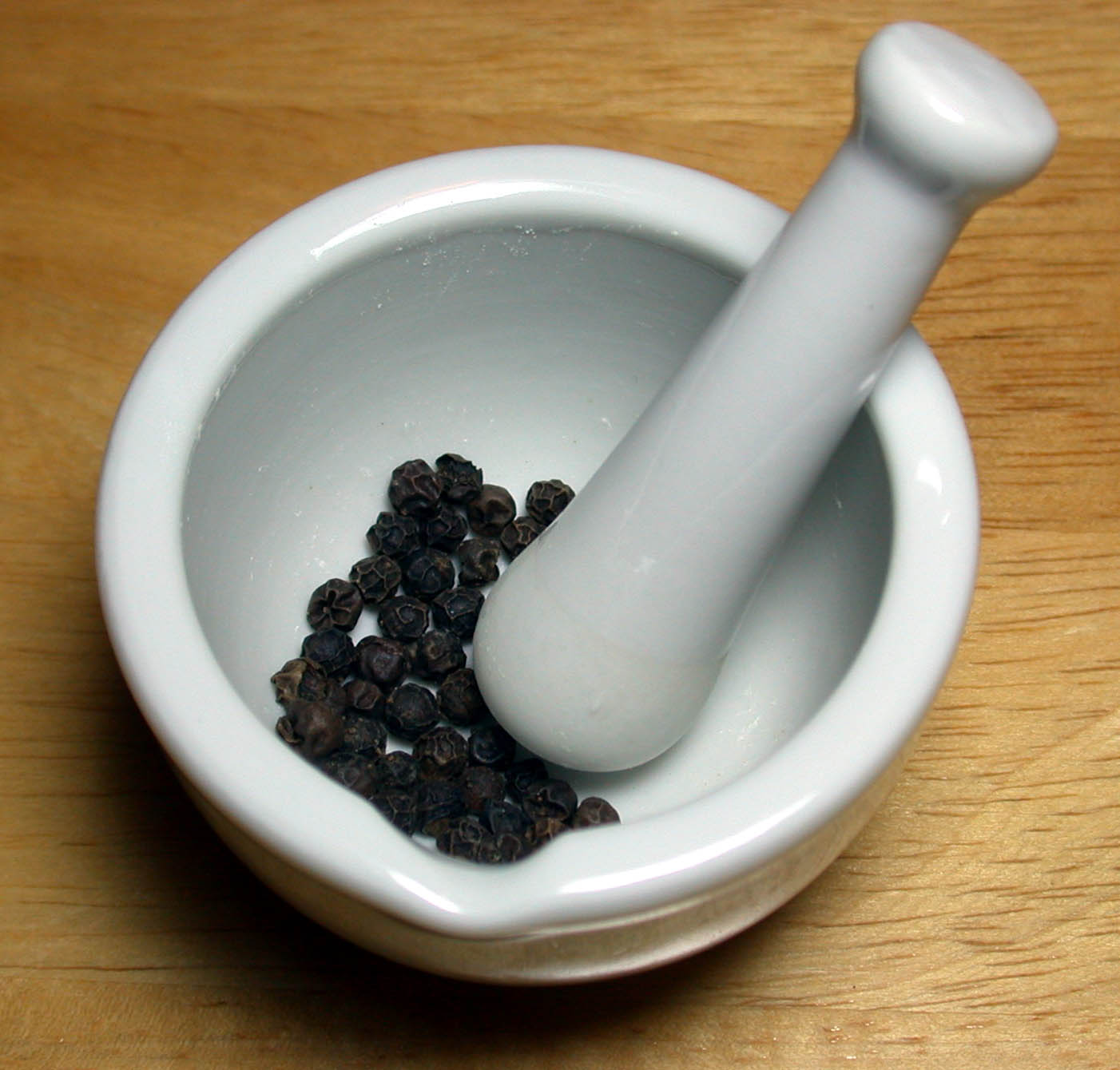
Mojar și pistil

Mojarul și pistilul sunt instrumente folosite la sfărâmarea, pisarea și amestecarea substanțelor chimice, inclusiv a condimentelor. Pistilul are forma unui bastonaș solid al cărui capăt este folosit la zdrobire și măcinare, iar mojarul este un vas dur, de obicei confecționat din lemn de esență tare, marmură, argilă sau piatră. Substanțele se zdrobesc între mojar și pistil.

## Etimologie
Cuvântul mojar derivă din cuvântul latin mortarium, ce înseamnă printre altele, „recipient pentru sfărâmare” și „produs de măcinat”. Cuvântul latin pestillum (română pistil) înseamnă „care pisează”.
Poetul roman Juvenal a introdus și folosit atât mojarul cât și pistilul pentru prepararea medicamentelor reflectând întâia folosire a acestora ca simbol al farmaciei.